# Cube 2: Hypercube
Cube 2: Hypercube (El cubo 2: Hípercubo en México, Laberinto mortal en el resto de Hispanoamérica) es una película canadiense de terror y suspense de 2002 y es la secuela de la película Cube. A diferencia de la primera producción, el presupuesto del filme es mayor y fue dirigida por Andrzej Sekuła. 
El estilo industrial de las habitaciones de la primera película fueron sustituidas por cámaras de alta tecnología en las que en vez de las trampas como los lanzallamas y los puntales extensibles entre otras, los protagonistas deben sobrevivir al tiempo, imágenes ilusorias, el espacio y la realidad

## Argumento
La película empieza al enfocar unas camas en las que se encuentran algunos de los personajes principales: Simon, Jerry, Max, Julia y Paley, junto a una cama vacía. A continuación hay una escena con Becky (Greer Kent), una joven atrapada dentro del cubo y que en el momento de acceder a otra habitación, esta sube hasta el techo a causa de la falta de gravedad de la sala.
Tras pasar un tiempo, un grupo de siete personas: Kate, Simon, Sasha, Jerry, Max, Julia y Paley (Kari Matchett, Geraint Wyn Davies, Grace Lynn Kung, Neil Crone, Matthew Ferguson, Lindsey Connell y Barbara Gordon) se despiertan dentro de un compartimento con seis puertas en cada una de las paredes con acceso a cámaras contiguas. Más tarde se añade al grupo, el coronel Thomas Maguire (Bruce Gray), el cual dice que para salir del cubo deben resolver varios códigos matemáticos. De pronto, una de las habitaciones empieza a estrecharse y al grupo les urge escapar de la sala, pero Thomas decide suicidarse tras saber que, según él, no existe ninguna salida. Mientras avanzan por las cámaras, la Sra. Paley (quien padece demencia senil) y Jerry creen que pueden estar encerrados en lo que parece ser un teseracto, por otro lado, Kate descubre que el número 60659 se repite por todas partes.
El grupo, pronto se da cuenta de que están relacionados con Izon, una industria dedicada a la armamentística más avanzada (un ejemplo es Simon, quien está al cargo de buscar a Becky, trabajadora de Izon), mientras, Paley abre otra compuerta en la que se encuentran en otra sala fallecidos, lo que significa, según palabras de Jerry, que puedan estar ante un universo paralelo aunque Max y Julia piensan que se trata de una mera ilusión óptica. Tras descansar, son despertados por un estruendo y el grupo ve cómo del centro emerge un cubo pequeño que empieza a expandirse hasta que se convierte en una trampa mortal.
Finalmente escapan a duras penas, salvo Jerry, que fallece triturado por el teseracto, y Sasha, quien debido a su ceguera es incapaz de moverse sin la ayuda de nadie, por lo que Kate vuelve a la habitación y consiguen esquivar el objeto tras refugiarse en una esquina hasta que desaparece, sin embargo, se separan de los demás. Simon por su parte, sospecha de que la Sra. Paley es una infiltrada de la compañía y la ata y la amordaza hasta que en la actual habitación emergen unos cristales de la pared de enfrente y este intenta salvarla, pero al ser incapaz, termina por matar a la anciana ante la mirada perturbadora de Max y Julia, los cuales huyen de él hasta que llegan a otra habitación en el que el tiempo avanza más deprisa de lo normal, lo que hace que envejezcan de manera instantánea sin darse cuenta hasta que los dos aparecen juntos y momificados. Por otra parte, Simon se encuentra solo y hambriento hasta tal punto de perder la cordura, sin embargo, su soledad acaba cuando se encuentra al Jerry paralelo y a Becky y los mata.
Mientras tanto, Kate se encuentra en las demás salas, realidades alternativas cada vez más aterradoras y Sasha le confiesa que su verdadero nombre es Alex Trusk, una hacker responsable de la creación del cubo que fue recluida en el mismo cuando descubrió el verdadero propósito de la compañía Izon además de revelarle que el espacio tiempo empieza a implosionar por momentos. Sin embargo, esta cree que hay salida. Casualmente se encuentra con Simon, con el que forcejea cuando este intenta matarla, en defensa propia consigue zafarse cuando le apuñala en el ojo. Sin embargo, éste vuelve años después (en la película se muestra que solamente pasaron segundos, pero él le hace ver a Kate que el tiempo funciona de manera distinta allí) y vuelven a luchar, hasta que finalmente Kate mata a Simon. 
Finalmente el teserato empieza a retraerse mientras Kate observa los relojes de los Jerry paralelos y observa que en cada uno marca las 6:06:59, hora a la que el cubo empieza a desaparecer en un agujero negro y salta antes de que termine de implosionar.
Tras despertar delante de las autoridades de Izon, finalmente es ejecutada por uno de los trabajadores para mantener el secreto mientras informan de que la fase 2 ha terminado.

### Final alternativo
El final alternativo en la edición del DVD es más larga y se revela que el cubo es fruto del gobierno; en la edición corta no queda claro quiénes son, aunque se asume que son hombres de Izon. Kate es ejecutada en las dos versiones, pero es alabada por ser la primera superviviente. En el final alternativo, se descubre que Kate estuvo seis minutos y cincuenta y nueve segundos en un experimento de teletransporte.

## Reparto
- Kari Matchett como Kate Filmore. La psicoterapeuta.
- Geraint Wyn Davies como Simon Grady. El investigador privado.
- Grace Lynn Kung como Sasha/Alex Trusk. La hacker.
- Neil Crone como Jerry Whitehall. El ingeniero.
- Matthew Ferguson como Max Riesler. El diseñador de videojuegos.
- Lindsey Connell como Julia Sewell. La abogada.
- Greer Kent como Becky Young. La empleada de Izon
- Barbara Gordon como Sra. Paley. La matemática teórica.
- Andrew Scorer como Dr. Phil Rosenzweig. El matemático teórico.
- Philip Akin como El General. El militar.
- Paul Robbins como Tracton. El empleado de Izon.
- Bruce Gray como el Coronel Thomas H. Maguire.

## Diseño del cubo

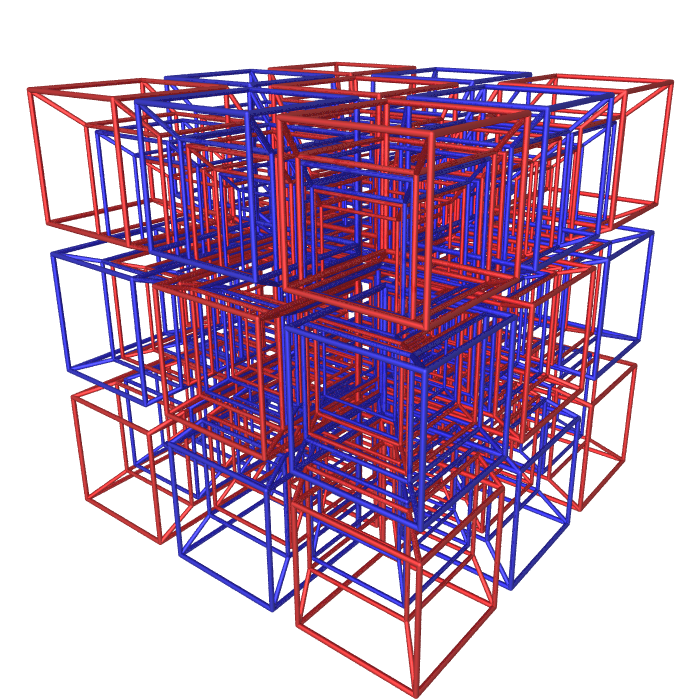
Ejemplo de un teseracto

A diferencia de las primeras dos películas (teniendo en cuenta la precuela), la estructura del cubo es diferente. En realidad es un teseracto con un número ilimitado de salas de alta tecnología. Como característica principal, juega con el tiempo, la gravedad y la realidad. Se desconoce si el cubo se ha construido con panales cúbicos usando el símbolo de Schläfli, aunque se ha sugerido que esto podría ser una simulación de gran nivel.
Tal como se indica en el anterior párrafo, el cubo controla la gravedad, el tiempo e incluso las ilusiones ópticas. En una escena en la que Kate entra en una habitación, puede verse reflejada de manera infinita mire por donde mire (efecto producido al poner un espejo delante de otro espejo y la persona está en medio). Otra característica es una pared "no física" que desintegra cualquier objeto de la sala y también los cristales que emergen de las paredes. Existe un número infinito de universos paralelos en el que los personajes pueden encontrarse consigo mismos (ya sea mayor o menor). En otras salas, aparece un pequeño cuadrado flotante que a medida que empieza a agrandarse se vuelve mortal y otras en el que no existen las leyes de la física.

## Recepción
Las críticas por parte de los medios fueron dispares. El portal web Rotten Tomatoes puntuaron la película con un 56% de nota tras contabilizar todos los comentarios. Sci-Fi Movie Page y Film Threat realizaron críticas más positivas, mientras que otras páginas web como Filmcritic.com, JoBlo.com y DVD Verdict fueron más duras con la producción. En un comentario de EfilmCritic.com se hizo hincapié en los actores al decir que "no es una gran actuación, pero el trabajo del reparto para transmitir sensación de claustrofobia y de confusión la hace merecedora de ser una producción de serie B". Por otro lado, desde Bloody Disgusting criticaron los efectos especiales y la lentitud de la acción al igual que la carencia de escenas mortales, en la crítica también añadieron que la película no cumplía las expectativas.